# Olga Oderkerk
Olga Oderkerk (Rotterdam, 9 december 1924 – aldaar, 15 oktober 1987) was een Nederlands keramist.

## Leven en werk
Oderkerk was een dochter van beeldhouwer Cornelis Oderkerk en Sophia Anna Zoest. Ze volgde de schildersopleiding aan de Rotterdamse Academie van Beeldende Kunsten. Tijdens de studie leerde ze Henny Radijs (1915-1991) kennen, met wie ze van 1953 tot 1969 samenwoonde, vanaf 1962 in Brielle. Beide vrouwen ontwikkelden zich als keramist, elk met een eigen stijl. 
Oderkerk maakte gebruiksaardewerk, maar ook mozaïeken, wandversieringen en plastieken. Ze signeerde haar werk met "OLGAO". Oderkerk was lid van de Rotterdamse kunststichting en exposeerde meerdere malen (onder andere in het Nederlands Tegelmuseum), geregeld samen met Radijs. In 1969 verhuisde Radijs naar Amsterdam, Oderkerk keerde terug naar Rotterdam. Haar werk is opgenomen in de collecties van het Tegelmuseum, het Princessehof, het Frans Hals Museum, het Groninger Museum, het Centraal Museum en het Stedelijk Museum Schiedam.
Oderkerk overleed op 62-jarige leeftijd in haar woonplaats Rotterdam.

## Werken (selectie)
- tegeltableau voor Thomsen's Havenbedrijf (1961) in Rotterdam, in samenwerking met de echtgenotes van het personeel
- gevelreliëf (1967) aan de Prinsenstraat in Slikkerveer
- lezend kind (1969), Kraanvogellaan in Vlaardingen

## Afbeeldingen

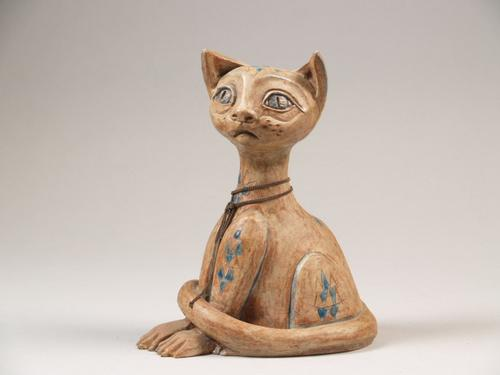
beeld van kat met om de nek een zilverachtig kettinkje (1966)
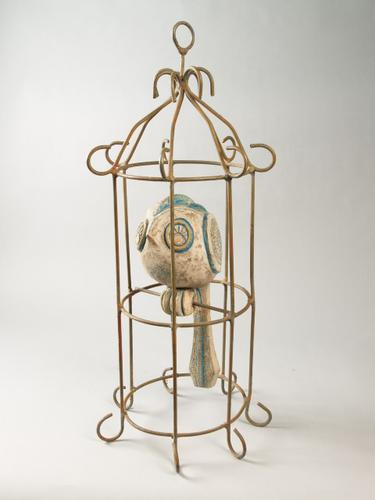
beeld, voorstellende vogel in kooi (1966)
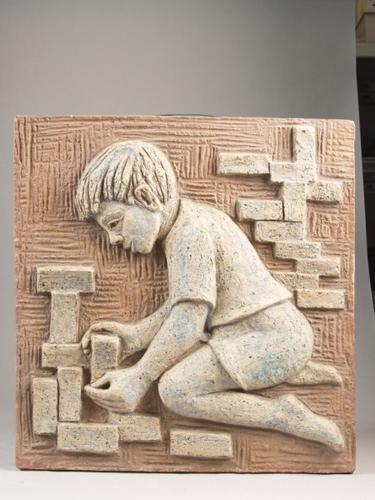
plaat met decor van jongen spelend met stenen
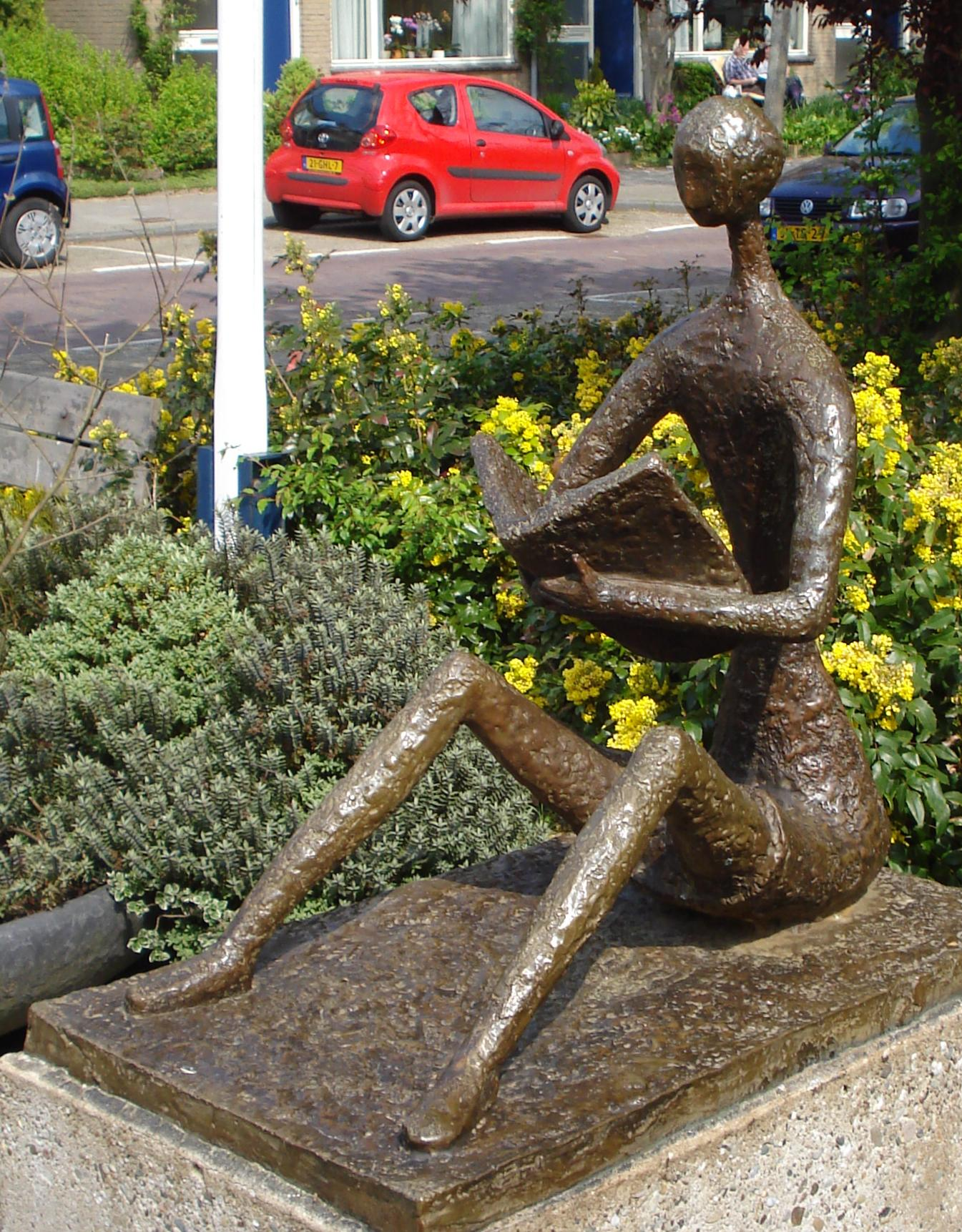
Lezend kind (1969), Vlaardingen
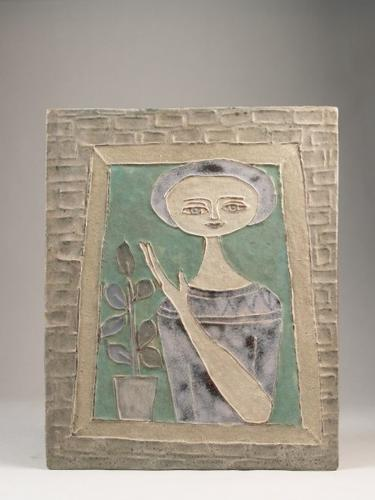
tegel met decor van vrouw met plant in venster (1957)
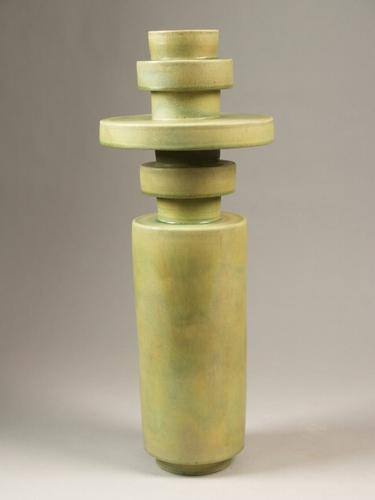
vaas opgebouw uit gestapelde cilindervormen (1974)